# Nji Mohnlu Seidou Pokam
Nji Monluh Seidou Pokam est le chef des Bangangté, dans le département du Ndé, région de l'Ouest Cameroun. Il est intronisé à la mort de son demi-frere Francois Njiké Pokam en 1987.

## Biographie

### Enfance, éducation et débuts
Nji Mohnlu Seidou Pokam est ingénieur agronome de formation. Il accède au trône en 1987, succédant ainsi à Francois Njiké Pokam, son demi-frère.

### Fonctions
Il est chef de premier degré, la plus haute hiérarchie de chef traditionnel au Cameroun.
Il assume le rôle de gardien de la collection des objets cultuels et culturels du royaume des Bangangté. Son royaume couvre une superficie de 605 km² et 45 000 sujets.
Il reçoit en audience et anoblit.
Il promeut le rassemblement des sujets du royaume Bangangté.

### Critiques
Il est critiqué pour avoir contraint ses sujets et en particulier l'élite de Bangangté à soutenir le Rassemblement démocratique du peuple camerounais (RDPC), et le pouvoir de Paul Biya.